# Séno (tỉnh)

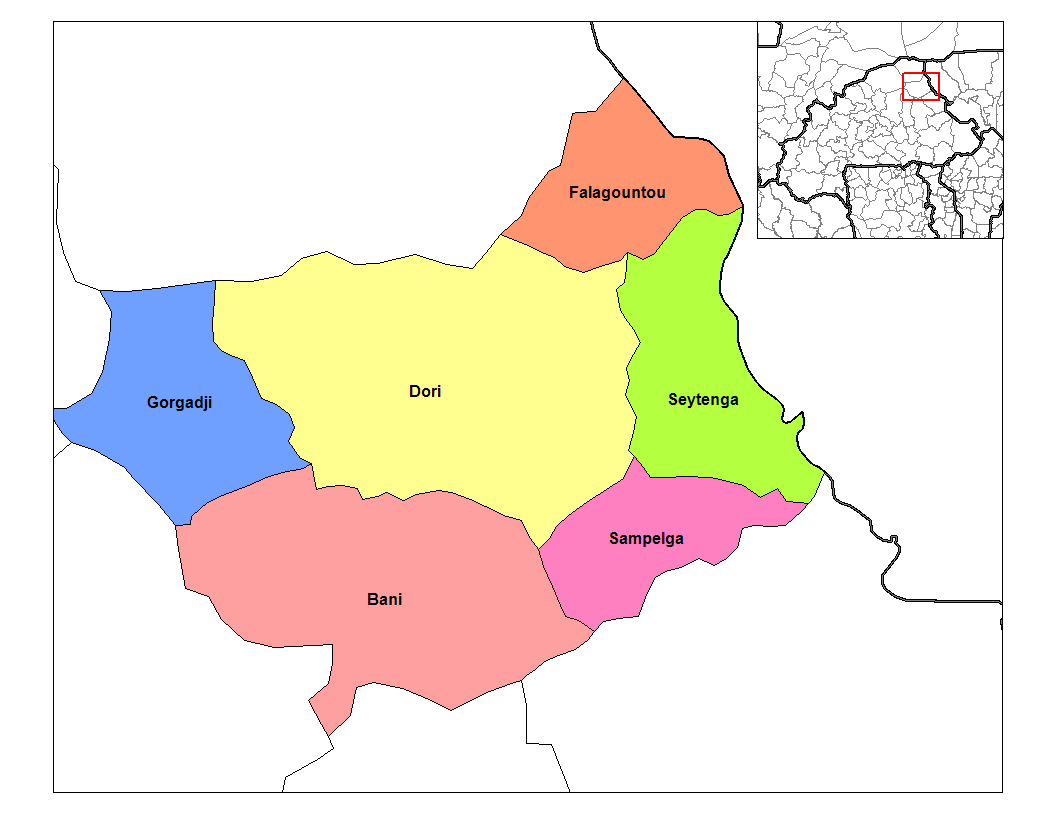
Các tổng của Séno

Séno là một trong 45 tỉnh của Burkina Faso, tọa lạc ở Vùng Sahel.
Tỉnh Séno có diện tích 6.863 km², dân số 202.972 người (ước tính năm 1997), mật độ dân số là 29,6 người/km²
Thủ phủ của tỉnh này là tổng Dori.
Séno được chia thành 6 tổng:
- Bani
- Dori
- Falagountou
- Gorgadji
- Sampelga
- Seytenga